# Funkfernschreiben

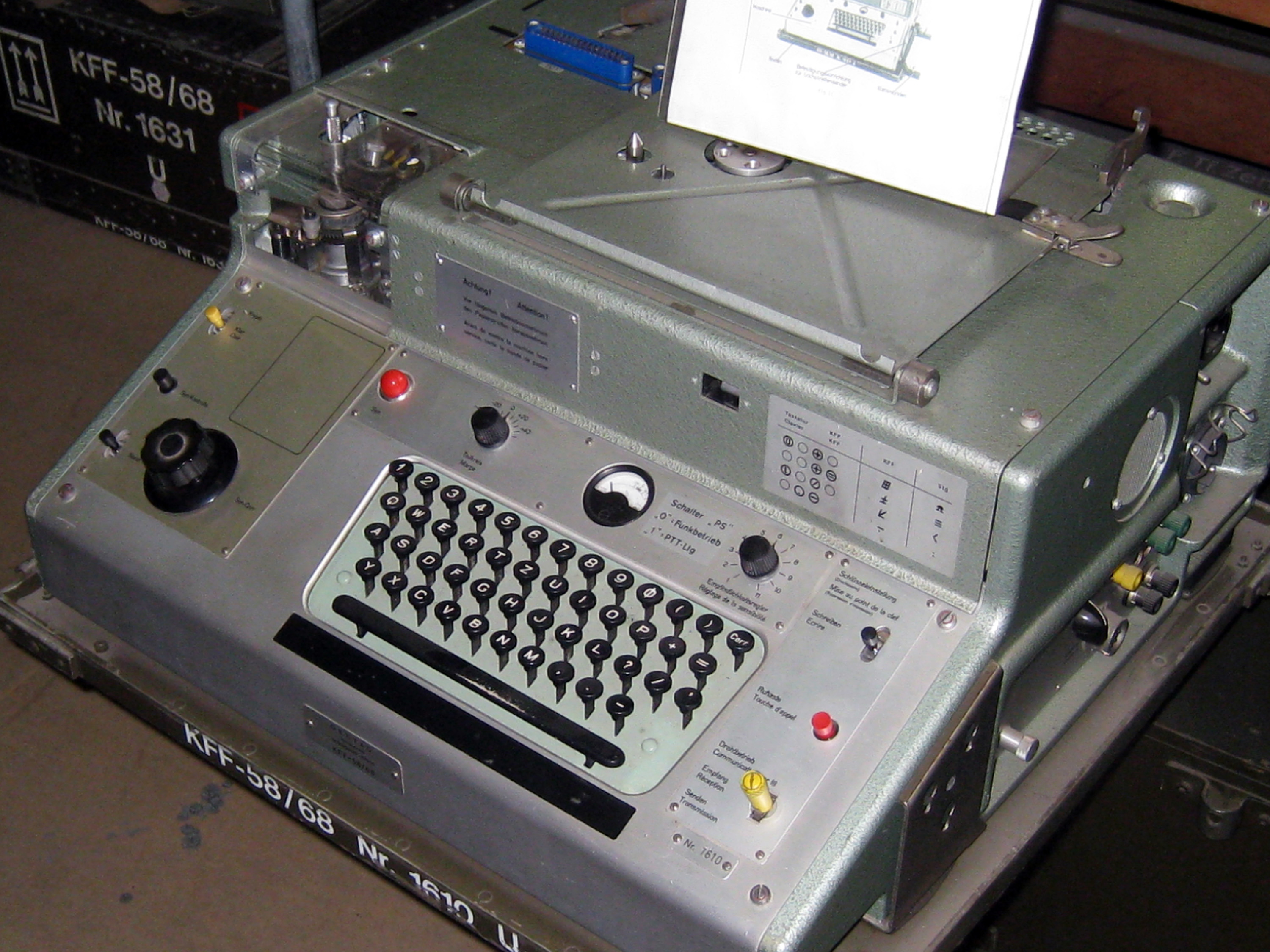
Ausgedienter Krypto-Funkfernschreiber KFF 58/68 der Schweizer Armee

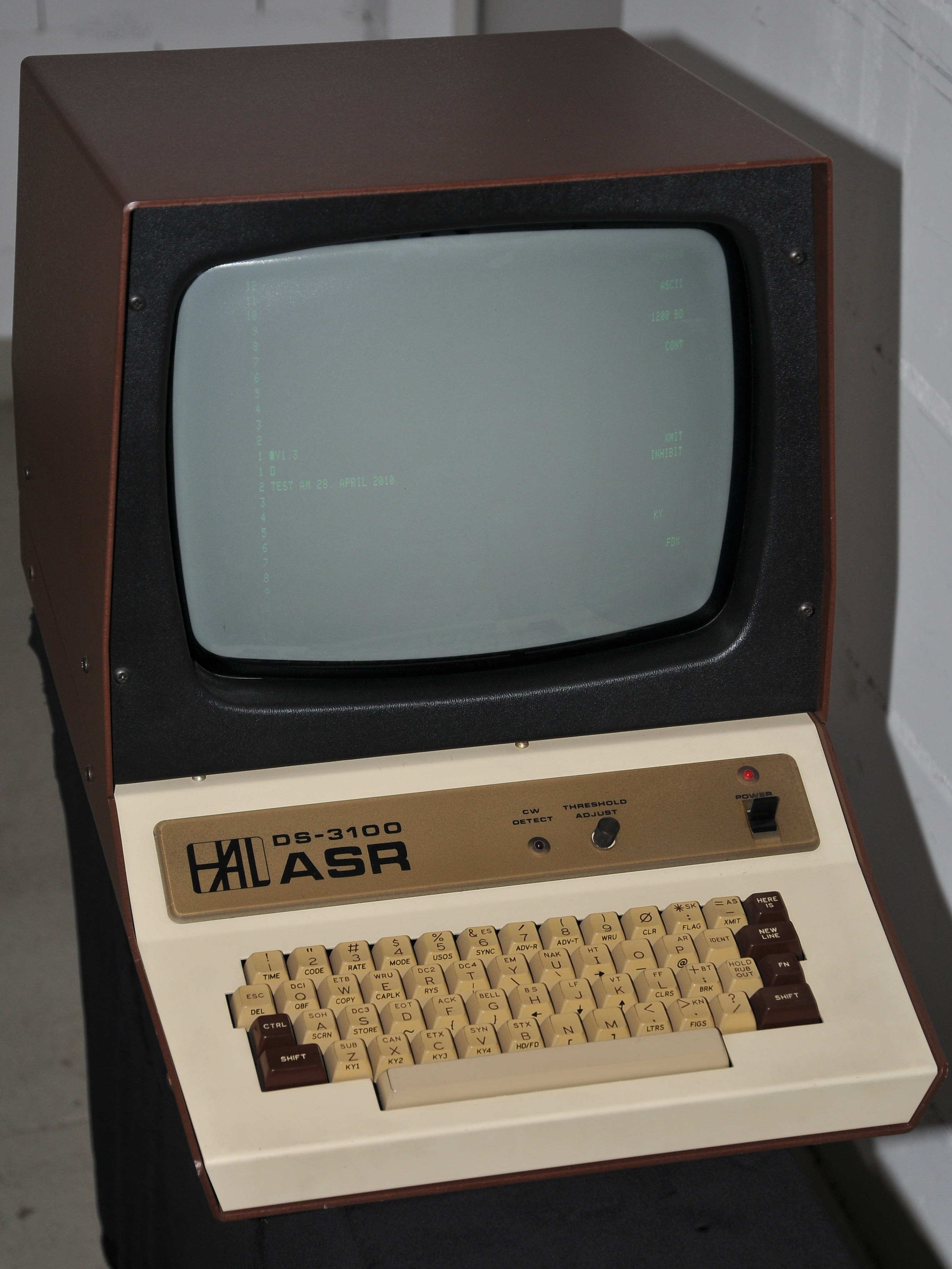
Elektronisches RTTY-Terminal, ca. 1980

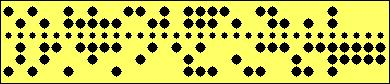
Lochstreifen für mechanische Fernschreiber

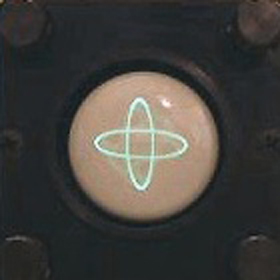
RTTY-Abstimmanzeige am Empfänger mit mark (waagerecht) und space (senkrecht)

Funkfernschreiben (Radiotelex, englisch radio teletype, RTTY) ist eine digitale Betriebsart, bei der die Kommunikation zwischen Fernschreibern über Funk, also über Funkfernschreiber durchgeführt wird.

## Technische Funktionsweise
Wie beim drahtgebundenen Fernschreiben werden die Zeichen als asynchroner serieller Bitstrom üblicherweise nach dem Baudot-Code übertragen. Typische Datenübertragungsraten liegen je nach zur Verfügung stehender Bandbreite zwischen einigen 10 und einigen 1000 Baud.
Zur Funkübertragung wird auf der Seite des Senders dieser Bitstrom mittels FSK bzw. AFSK dem Träger aufmoduliert und auf der Seite des Empfängers entsprechend demoduliert.
Wenn in einer Übermittlungspause der Sender nicht abgeschaltet werden soll, wird entweder eine Textschlaufe mit RYRY gesendet oder das nichtdruckende Zeichen zur Umschaltung von der Ziffern- auf die Textebene. Damit bleibt die Aussendung als RTTY-Signal erkennbar.

## Anwender
Zu den ersten deutschen Geräten, die neben dem Hellschreiber für Funkfernschreiben eingesetzt wurden, gehören der Lorenz-Schlüsselzusatz SZ40 und der Siemens & Halske-Geheimfernschreiber T52, britische Decknamen im Zweiten Weltkrieg Tunny („Thunfisch“) beziehungsweise Sturgeon („Stör“). Beide Funkfernschreiber arbeiteten nach dem Baudot-Verfahren.
Obwohl bezüglich der Übertragungssicherheit, -geschwindigkeit, Spektrumsausnutzung oder Flexibilität heute schon effizientere digitale Betriebsarten als Funkfernschreiben existieren, wird es immer noch für einige Funkdienste verwendet, da auf Empfängerseite aus historischen Gründen große Investitionen vorliegen, die diese Betriebsart voraussetzen. So wird beispielsweise der Seewetterbericht des Deutschen Wetterdienstes als Funkfernschreiben ausgesendet.
Funkfernschreiben wird auch als eine Betriebsart im Amateurfunk verwendet, dort üblicherweise mit 45,45 Baud, seltener mit 110 oder 300 Bd. Das Standardmodem zur Anschaltung einer Telex-Maschine mit ihrem 40-mA-Linienstromsignal an ein Amateurfunkgerät war eine Bauanleitung nach Hans-Joachim Pietsch DJ6HP, die von vielen Funkamateuren in Heimarbeit nachgebaut wurde. Es gab auch kommerzielle Lösungen, eine davon ist der Minix MSK-10D.
Funkamateure verwenden einen Frequenzversatz (shift) von 170 Hz, für binär 1 (mark, Ruhezustand) einen Modulationston von 2125 Hz und für binär 0 (space) einen Ton von 2295 Hz. Gesendet wird traditionell im unteren Seitenband (LSB), so dass mark HF-seitig die höhere Frequenz hat. Bei Verwendung von Software zur Codierung und Decodierung, wie beispielsweise Fldigi, wird meist im oberen Seitenband (USB) gesendet.
Insbesondere in den 1970er und 1980er Jahren wurden wegen der Umstellung auf neuere Maschinen viele mechanische Fernschreibmaschinen frei, seit Zeitpunkt der Auflösung des Telex-Dienstes 2007 wird aber auch dort diese Sendeart kommerziell kaum noch benutzt. Inzwischen wurde Amateur-RTTY durch modernere Verfahren wie PACTOR, PSK31 und MFSK ergänzt, aber noch immer nicht verdrängt.
Im professionellen Bereich (Militär, Botschaftsfunk etc.) wird mit fortschrittlicheren und schnelleren Verfahren gearbeitet, die allesamt auf Software basieren.

## Klangbeispiele
(„wir sammeln das wissen der menschheit – auch deines… wikipedia – die freie enzyklopaedie“, 75 Baud, 170 Hz Shift, 0:17 min, 68 kB, OggVorbis)